# پابرهنه در بهشت
پابرهنه در بهشت فیلمی به کارگردانی و نویسندگی بهرام توکلی محصول سال ۱۳۸۴ است.

## خلاصه داستان
یحیی (هومن سیدی) روحانی جوانی است که محل عجیبی را برای خدمت انتخاب کرده است؛ قرنطینه بیماران خاص و در حال مرگ. او ضمن کمک به بیماران، پاسخ پرسش‌های فلسفی خود و معنای زندگی را نیز درمی‌یابد.

## بازیگران
- هومن سیدی
- افشین هاشمی
- امین تارخ
- امیرکاوه آهنین جان
- سیروس همتی
- فهیمه راستکار
- مرضیه وفامهر
- اسماعیل خلج
- نگار جواهریان
- سیامک ادیب
- ژاله شعاری
- بهرام شاکری
- دانیال نوروش
- بهزاد رحمان پور

## جوایز
جشنواره بین‌المللی فیلم فجر ـ دوره بیست و هفتم (بخش مسابقه مواد تبلیغاتی فیلم‌ها) ۱۳۸۷
| قسمت         | نامزد     | نتیجه | جایزه        |
| ------------ | --------- | ----- | ------------ |
| بهترین عکاسی | علی باقری | برنده | سیمرغ بلورین |

جشنواره جشن خانه سینما ـ دوره یازدهم ۱۳۸۶
| قسمت                      | نامزد                     | نتیجه    | جایزه |
| ------------------------- | ------------------------- | -------- | ----- |
| بهترین فیلمنامه           | بهرام توکلی               | نامزدشده |       |
| بهترین کارگردانی          | بهرام توکلی               | نامزدشده |       |
| بهترین فیلمبرداری         | حمید خضوعی ابیانه         | برنده    | تندیس |
| بهترین تدوین              | بهرام دهقان - رضا شیروانی | برنده    | تندیس |
| بهترین صدابرداری          | حسن زاهدی                 | نامزدشده |       |
| بهترین بازیگر نقش اول مرد | هومن سیدی                 | نامزدشده |       |
| بهترین موسیقی متن         | علی صمدپور                | نامزدشده |       |
| بهترین طراحی صحنه و لباس  | مجید لیلاجی               | نامزدشده |       |
| بهترین چهره پردازی        | سعید ملکان                | نامزدشده |       |
| بهترین صداگذاری و میکس    | سید محمود موسوی نژاد      | نامزدشده |       |

جشنواره بین‌المللی فیلم فجر (دوره بیست و پنجم)(بخش مسابقه سینمای ایران) ۱۳۸۵
| قسمت                       | نامزد                      | نتیجه    | جایزه        |
| -------------------------- | -------------------------- | -------- | ------------ |
| بهترین کارگردانی           | بهرام توکلی                | نامزدشده |              |
| بهترین فیلمبرداری          | حمید خضوعی ابیانه          | برنده    | سیمرغ بلورین |
| بهترین تدوین               | بهرام دهقان                | نامزدشده |              |
| بهترین صدابرداری           | حسن زاهدی - داریوش صادقپور | برنده    | سیمرغ بلورین |
| بهترین طراحی صحنه و لباس   | مجید لیلاجی                | نامزدشده |              |
| بهترین چهره پردازی         | سعید ملکان                 | نامزدشده |              |
| بهترین بازیگر نقش مکمل مرد | افشین هاشمی                | برنده    | سیمرغ بلورین |

جشنواره بین‌المللی فیلم فجر (دوره بیست و پنجم)(بخش مسابقه فیلم‌های اول) ۱۳۸۵
| قسمت            | نامزد       | نتیجه | جایزه        |
| --------------- | ----------- | ----- | ------------ |
| بهترین فیلم اول | بهرام توکلی | برنده | سیمرغ بلورین |